# Clepsis scaeodoxa
Clepsis scaeodoxa es una especie de polilla del género Clepsis, categorizada en la tribu Archipini, de la subfamilia Tortricinae.

## Distribución
Se distribuye por República Democrática del Congo.

## Taxonomía
Fue descrita por Meyrick en 1935 y publicada en (Tortrix), Exotic Microlepid. 4: 570.